# Abbazia di Santa Maria della Matina
Santa Maria della Matina (detta comunemente Matina) era un'abbazia situata in prossimità della cittadina di San Marco Argentano, in Calabria.

## Storia
L'abbazia fu fondata da Roberto il Guiscardo e dalla moglie Sichelgaita di Salerno su richiesta di papa Niccolò II intorno al 1065, quale monastero benedettino. Il 31 marzo, la chiesa fu, per ordine di papa Alessandro II, dedicata a Santa Maria; la relativa cerimonia fu officiata da Arnolfo arcivescovo di Cosenza e dai vescovi Oddone di Rapolla e da Lorenzo di Malvito alla presenza di Roberto e Sichelgaita e dell'abate del monastero Abelardo. All'abbazia fu donato dal Guiscardo parte del territorio prima facente parte della diocesi di Malvito, il cui vescovo fu ricompensato con la somma di trenta schifani d'oro; oltre a ciò fu riccamente dotata dai normanni ed ebbe vari privilegi sia da papi che da re, che la resero ricca e potente. Il 18 novembre 1092 papa Urbano II, promotore della prima crociata, visitò l'abbazia. Già Alessandro II aveva posto l'abbazia sotto la diretta autorità papale, cosicché Matina compare nella parte più antica del Liber censuum, come indicato nella redazione del ciambellano Cencio. La fondazione imperiale conobbe una decadenza che la fine del XII secolo non interruppe. Gioacchino da Fiore rifiutò  con decisione la proposta del re Tancredi di Sicilia di trasferire a Matina, da Fiore, il proprio monastero, essendo l'antica abbazia «allora in stato di grave declino». Le speculazioni della letteratura cistercense più antica, ossia che Matina fosse cistercense dal 1180, vengono ripetute acriticamente dal Bedini, ma sono contraddette da documenti di archivio della famiglia Aldobrandini. Nell'ottobre del 1221, su richiesta dell'abate di Sambucina e con il permesso di papa Onorio III e dei vescovi locali competenti (Andrea di San Marco Argentano e Luca di Cosenza), la Matina diventa ufficialmente un monastero cistercense dipendente da Sambucina. L'atto diventa effettivo nel febbraio del 1222 con il consenso dell'imperatore Federico II e, dopo il completamento nel giugno 1222, viene confermato dal papa. Il nome comunemente usato rimase Matina, talvolta con delle aggiunte quali de Matina Sambucina o dictum sambucina Matina. Dal 1410 il monastero fu dato in commenda, cosa che ne provocò l'inesorabile declino. Nel 1633 aderì alla congregazione Cistercense calabro-lucana. Nel 1652 il monastero fu soppresso da papa Innocenzo X mentre la commenda rimase in vigore fino all'eversione della feudalità del 1809, dopodiché divenne di proprietà statale. Successivamente gli edifici e i terreni furono donati al generale Luigi Valentoni che la trasformò in un'azienda agricola, la proprietà rimase ai discendenti di questi fino alla fine del XX secolo.

## Architettura
Nel XVII secolo gli edifici che componevano l'abbazia erano ancora intatti. Attualmente della chiesa rimangono solo alcune tracce. Tra le parti meglio conservate il parlatorio, lo scriptorium, la scala che porta ai piani superiori e la cappella decorata, antica sala capitolare gotica, che presenta tre navate con volte a crociera che ricordano quelle dell'abbazia di Casamari.